# Heinz Daniels
Heinz Daniels (* 3. März 1919 in Berlin; † 7. März 1971) war ein deutscher Politiker (SPD) und ehemaliger Abgeordneter des Hessischen Landtags.
Heinz Daniels besuchte die Volksschule in Rheydt (Rheinland) und machte anschließend eine kaufmännische Lehre. Am 15. Juli 1938 beantragte er die Aufnahme in die NSDAP und wurde zum 1. September desselben Jahres aufgenommen (Mitgliedsnummer 6.942.977). Er legte die Kaufmannsgehilfenprüfung ab und arbeitete als Parteisekretär. Kommunalpolitisch war er Stadtverordneter von Friedberg und Mitglied des Kreistags des Landkreises Friedberg. Vom 1. Dezember 1954 bis zum 30. September 1956 war er Mitglied des Hessischen Landtags.